# Doc Hastings
Richard Norman "Doc" Hastings (ur. 7 lutego 1941) – amerykański polityk, członek Partii Republikańskiej. Od 1995 do 2015 zasiadał w Izbie Reprezentantów.